# Erebia maccabaeus
Erebia maccabaeus är en fjärilsart som beskrevs av Herbst 1796. Erebia maccabaeus ingår i släktet Erebia och familjen praktfjärilar. Inga underarter finns listade i Catalogue of Life.